# 圣日耳曼莱吉耶
圣日耳曼莱吉耶（法語：Saint-Germain-l'Aiguiller，法語發音：[sɛ̃ ʒɛʁmɛ̃ lɛɡɥije]）是法国卢瓦尔河地区大区旺代省的一个旧市镇，属于丰特奈勒孔特区。2016年1月1日，圣日耳曼莱吉耶和相邻的穆耶龙昂帕雷合并为新市镇穆耶龙-圣日耳曼。

## 地理
圣日耳曼莱吉耶（46°41'15"N, 0°50'30"W）面积8.43 平方千米，位于法国卢瓦尔河地区大区旺代省，该省份为法国西部沿海省份，北起大西洋卢瓦尔省和曼恩-卢瓦尔省，西临大西洋，南至滨海夏朗德省，东部及东南部与德塞夫勒省接壤。
与圣日耳曼莱吉耶接壤的市镇（或旧市镇、城区）包括：谢富瓦、列奥米尔、塔吕-圣热姆、穆耶龙-圣日耳曼。
圣日耳曼莱吉耶的时区为UTC+01:00、UTC+02:00（夏令时）。

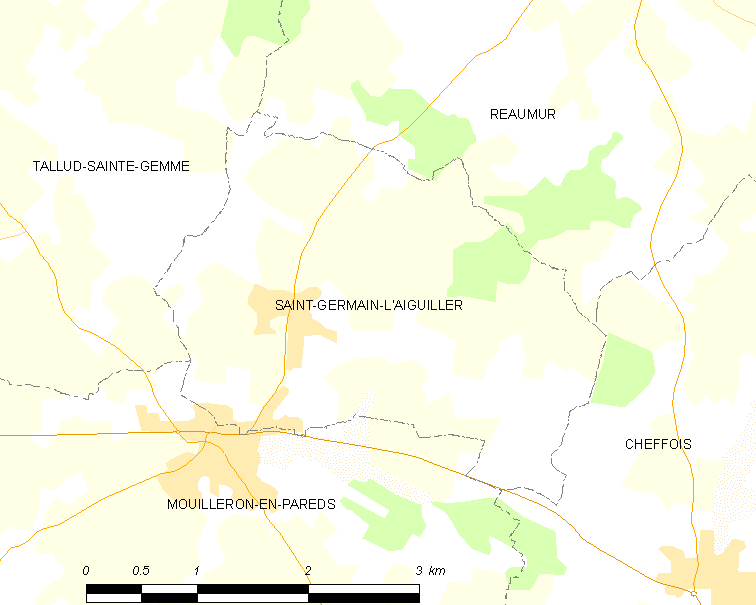
圣日耳曼莱吉耶的OSM定位图

## 行政
圣日耳曼莱吉耶的邮政编码为85390，INSEE市镇编码为85219。

## 政治
圣日耳曼莱吉耶所属的省级选区为拉沙泰涅赖县。

## 人口

1962-2008年间圣日耳曼莱吉耶人口变化图示

圣日耳曼莱吉耶于2018年1月1日时的人口数量为437人。